# Samantha Smith (atriz)
Samantha A. "Sam" Smith (Sacramento, Califórnia, 4 de novembro de 1969) é uma atriz americana. Ela é mais conhecida por seu papel como Mary Winchester em Supernatural.

## Carreira
Smith começou sua carreira como modelo adolescente. Ela se mudou para Los Angeles e planejava fazer comerciais para se sustentar enquanto frequentava a universidade da califórnia, ela estava um comercial da HBO  que foi ao ar durante o Super Bowl, esta exposição levar a sua descoberta do agente e o começo de sua carreira de atriz.
Seu papel mais notável é Mary Winchester na séries de TV Sobrenatural. Ela também teve participações em Rizzoli & Isles e Criminal Minds. o Seu trabalho no cinema inclui Jerry Maguire e Transformers.

## Filmografia
| Ano             | Produção                  | Papel                             | Notas                                               |
| --------------- | ------------------------- | --------------------------------- | --------------------------------------------------- |
| 1996            | Seinfeld                  | Hallie                            | 1 Episódio                                          |
| 1996            | Jerry Maguire             | Former Girlfriend                 | Creditada como "Sam Smith"                          |
| 1997            | Wings                     | Shannon Carson                    | 1 Episódio                                          |
| 1997            | The Pretender             | Kimberly Green                    | 1 Episódio                                          |
| 1998            | The Truth About Juliet    | Juliet                            |                                                     |
| 1998            | Silk Stalkings            | Alex                              | 1 Episódio                                          |
| 1998            | Pacific Blue              | Allie McGuire                     | 1 Episódio                                          |
| 1998            | Caroline in the City      | Monica                            | 2 Episódios                                         |
| 1998            | Buddy Faro                | Cookie Logan                      | 1 Episódio                                          |
| 1999            | Cold Feet                 | Gina                              | 1 Episódio                                          |
| 1999            | Rockin' Good Times        | Nicky                             | 1 Episódio (Creditada como "Sam Smith")             |
| 1999            | Friends                   | Jen                               | T5 E17                                              |
| 1998–1999       | Two of a Kind             | Nancy Carlson                     | 5 Episódios                                         |
| 1999            | Family Law                | Cindy                             | 2 Episódios                                         |
| 1999            | Avalon: Beyond the Abyss  | Dr. Hannah Nygaard                | Filme para TV                                       |
| 1999            | Time of Your Life         | Jessica                           | 1 Episódio                                          |
| 1999–2000       | Profiler                  | Kate Wilton                       | 4 Episódios                                         |
| 2000            | What Planet Are You From? | Flight Attendant                  |                                                     |
| 2000            | Noriega: God's Favorite   | Yogi                              | Filme para TV                                       |
| 2000            | Bull                      | Jennifer                          | 1 Episódio                                          |
| 2000            | The Weber Show            | Hannah                            | 1 Episódio (Pilot)                                  |
| 1996, 2000      | Nash Bridges              | Kerry (1996); Susan Porter (2000) | 2 Episódios (Interpretou 2 personagens diferentes)  |
| 2001            | Dark Angel                | Daphne                            | 1 Episódio                                          |
| 2001            | Just Shoot Me!            | Stella Rudin                      | 1 Episódio                                          |
| 2002            | Fidel                     | Reporter                          | Filme para TV                                       |
| 2002            | Dragonfly                 | Waitress                          |                                                     |
| 2002            | Watching Ellie            | Diange Singer                     | 1 Episódio                                          |
| 2002            | Philly                    | Karen Caulfield                   | 1 Episódio                                          |
| 2002            | Presidio Med              |                                   | 1 Episódio                                          |
| 2004            | The Division              | Lynn Dart                         | 1 Episódio                                          |
| 2004            | NYPD Blue                 | Corrine O'Malley                  | 1 Episódio                                          |
| 2005, 2015-2019 | Supernatural              | Mary Winchester                   | 30 Episódios (Recorrente)                           |
| 2006            | Monk                      | Coach Hayden                      | 1 Episódio                                          |
| 2007            | Criminal Minds            | Helen Douglas                     | 1 Episódio                                          |
| 2007            | McBride: Dogged           | Laurie Carter                     | Filme para TV                                       |
| 2007            | Love's Unending Legacy    | Marty Davis                       | Filme para TV                                       |
| 2007            | Transformers              | Sarah Lennox                      |                                                     |
| 2007            | Love's Unfolding Dream    | Marty Davis                       | Filme para TV (Sequência de Love's Unending Legacy) |
| 2009            | Trust Me                  | Beverly                           | 1 Episódio                                          |
| 2010            | The Chosen One            | Christine                         |                                                     |
| 2010            | House                     | Lulu                              | 1 Episódio                                          |
| 2012            | NCIS: Los Angeles         | NCIS Agent Bell                   | 1 Episódio                                          |
| 2014            | Intelligence              | Susan Hawkins                     | 1 Episódio                                          |
| 2014            | The Mentalist             | Sylvia Hennigan                   | 1 Episódio                                          |